# قاسم أباد غنبد
قاسم أباد غنبد (بالفارسية: قاسم‌آباد گنبد) هي قرية تقع في قسم دلغان الريفي (مقاطعة دلغان) في إيران. يقدر عدد سكانها بـ 381 نسمة بحسب إحصاء 2016.